# О чём не думают
«О чём не думают» (пол. O czym się nie myśli) — польский немой чёрно-белый художественный фильм 1926 года, снятый режиссёром Эдвардом Пухальским на студии «Sfinks».
Премьера фильма состоялась 29 апреля 1926 года. 
Фильм считается утерянным.

## Сюжет
Молодой талантливый музыкант и композитор Орлич из богатой семьи, успешная карьера которого растёт с каждым днём, вопреки классовым предрассудкам своих родителей, влюбляется в Зосю, скромную девушку из рабочей семьи.
Главный герой участвует в польско-большевистской войне, попадает в плен, пытается бежать, чудом остаётся в живых, расстрел ему заменён с условием, что он переведёт группу диверсантов в Польшу. Пережив много драматических событий, Орлич вoзвращается домой. Здесь его ожидает горькое разочарование.
Любимая Зося, с которой он перед началом войны успел обручиться, после встречи со случайным любовником, заболела и страдает от венерического заболевания. Композитор прощает её.

## В ролях
- Юзеф Венгжин — Верцяк, фабричный мастер
- Мария Модзелевская — Зофия, дочь Верцяка
- Маня Малюкевич — Ядзя, дочь Верцяка
- Иго Сым — Орлич, композитор
- Владислав Грабовский — Борский, скрипач
- Мира Зиминьская — Ванда, пианистка
- Стефан Шварц — Черник
- Владислав Вальтер — хозяин корчмы
- Витольд Ролянд — посетитель
- Игнаци Мястецкий — фельдшер
- Януш Стар — слепой инспектор
- Ян Кепура
- Юзеф Сливицкий
- Павел Оверлло
- Зофья Чаплиньская — хозяйка